# Bustedter Holz
Das Bustedter Holz ist ein Naturschutzgebiet mit einer Größe von etwa 22,8 ha in der zum Kreis Herford gehörenden Stadt Bünde (ca. 22,4 ha) und der Gemeinde Hiddenhausen (ca. 0,4 ha). Es wird mit der Nummer HF-005 geführt und befindet sich in unmittelbarer Nähe zum Naturschutzgebiet Bustedter Wiesen. In geringer Entfernung befindet sich das Naturschutzgebiet Doberg. Geschützt wird vor allem ein naturnaher Buchenwaldbestand, aber auch andere Baumarten. Im dicht besiedelten Kreis Herford ist das Gebiet eines der wenigen großen Waldbestände.